# Crocoideae
Crocoideae es una de las 4 subfamilias en las cuales se subdivide a la familia de las iridáceas (Iridaceae). Esta subfamilia comprende 995 especies (más de la mitad de las especies de Iridaceae), y presenta caracteres derivados tanto a nivel de anatomía foliar, exina polínica, flavonoides e inflorescencias. Los géneros de esta subfamilia son predominantemente de África del Sur, incluidos los géneros más conocidos de la familia, tales como  Ixia, Gladiolus, Crocus, Freesia y Watsonia. Los géneros Oenostachys, Homoglossum, Anomalesia y Acidanthera, tradicionalmente considerados géneros independientes, han sido incluidos dentro de Gladiolus. Típicamente, las especies de esta subfamilia presentan los tépalos unidos formando un tubo, las flores tienen simetría bilateral (menos frecuentemente radial), los estilos no son petaloideos y el órgano subterráneo de reserva es un cormo (más raramente un rizoma).
Presenta 4 tribus y los siguientes géneros:

## Tribus y Géneros
- Tribu: Pillansieae
  - Géneros: Pillansia
- Tribu: Watsonieae
  - Géneros: Cyanixia - Lapeirousia - Micranthus - Savannosiphon - Thereianthus - Watsonia
- Tribu: Ixieae
  - Géneros:  Babiana - Chasmanthe - Crocosmia - Devia - Dierama - Duthiastrum - Freesia - Geissorhiza - Gladiolus - Hesperantha - Ixia - Melasphaerula - Radinosiphon - Romulea - Sparaxis - Syringodea - Tritonia - Tritoniopsis - Xenoscapa - Zygotritonia
- Tribu: Croceae
  - Géneros: Crocus